# Graafschap Diez

Wapen van de graven van Diez

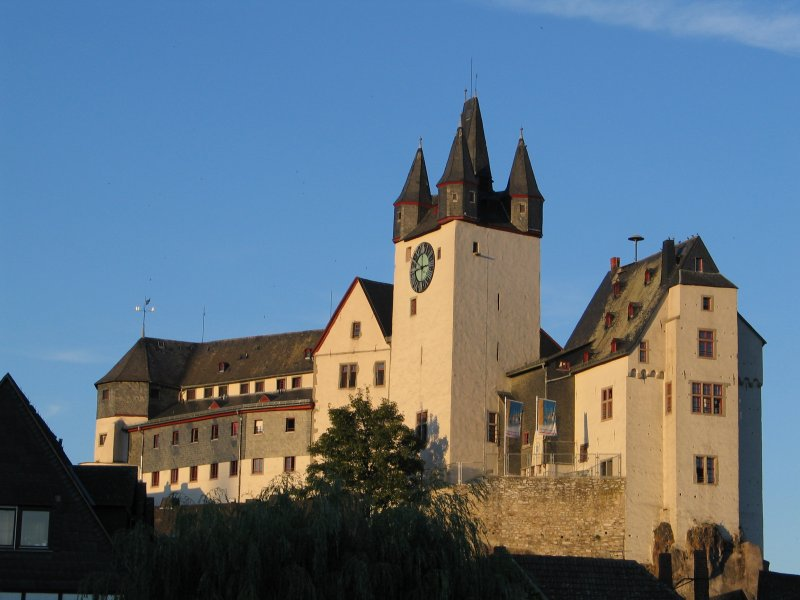
Het gravenkasteel boven Diez

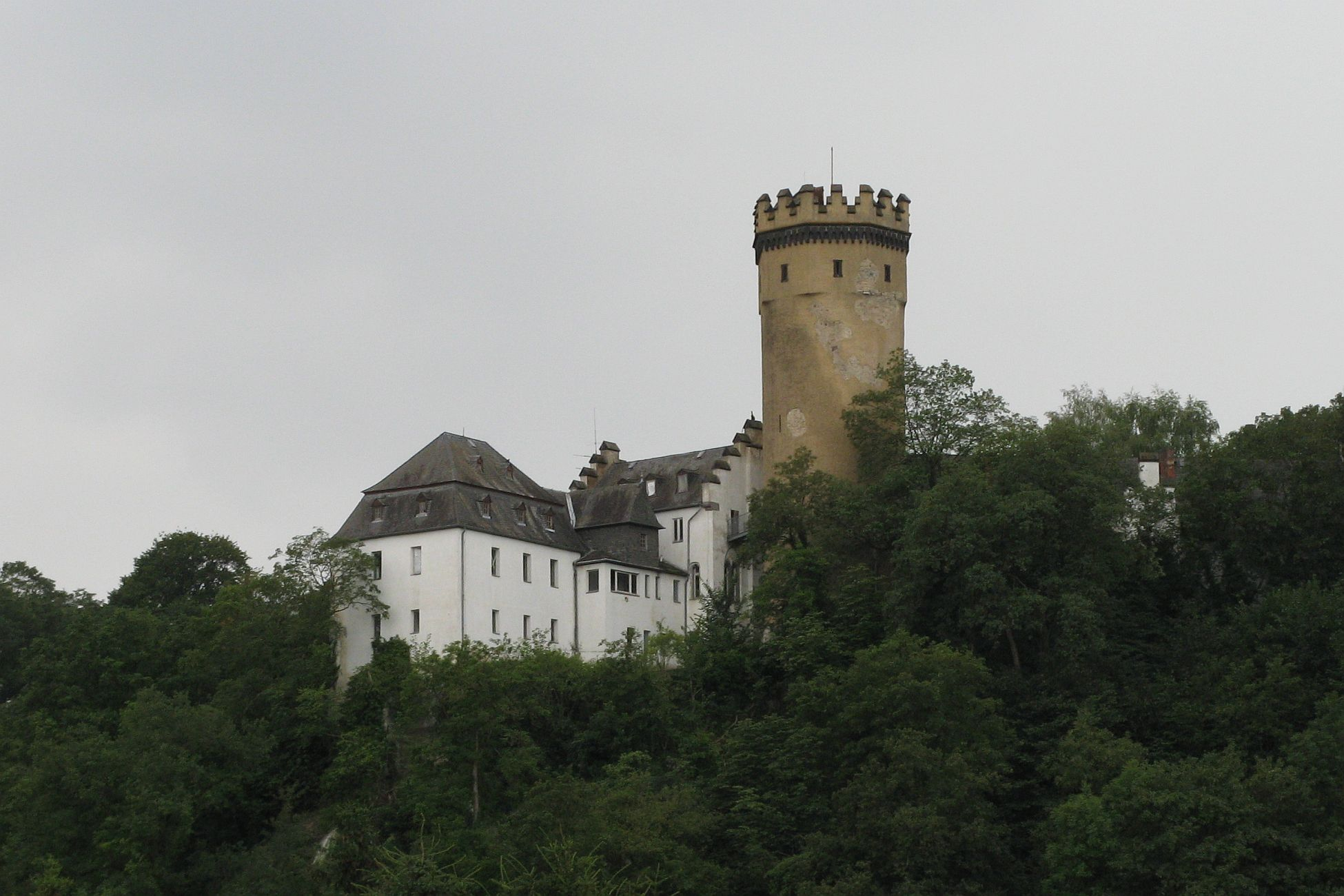
Burg Dehrn, in de 12e eeuw door de graven van Diez gebouwd

Het graafschap Diez (Nederlands ook Dietz) was een graafschap rond de Duitse stad Diez in Rijnland-Palts. 
Het graafschap ontstond vermoedelijk in de 10e eeuw.  Hun grondgebied breidde zich uit in het dal van de Lahn.  Onder de Hohenstaufen en vooral onder keizer Frederik I Barbarossa bereikten de graven van Diez het hoogtepunt van hun macht in het Heilige Roomse Rijk. Graaf Hendrik II van Dietz (1145-1189) vergezelde de keizer in Italië. Vanaf de 14e eeuw verbrokkelde het graafschap. Er werd telkens weer territorium verkocht, onder meer aan het huis Nassau. In 1386 stierf Gerard VII als laatste graaf van Diez. Zijn dochter Judith (Jutta) was getrouwd met Adolf I van Nassau-Dillenburg.
In 1606, bij de verdeling van Nassau-Dillenburg, kreeg Ernst Casimir het graafschap Diez, zo ontstond het geslacht Nassau-Dietz binnen het huis Nassau. In 1652 werd de graaf van Nassau-Dietz tot rijksvorst verheven.